# 圣让古勒纳雄耐尔
圣让古勒纳雄耐尔（法語：Saint-Gengoux-le-National，法語發音：[sɛ̃ ʒɑ̃ɡu lə nasjɔnal]）是法国索恩-卢瓦尔省的一个市镇，属于索恩河畔沙隆区。

## 地理
圣让古勒纳雄耐尔（46°36'50"N, 4°39'48"E）面积9.36 平方千米，位于法国勃艮第-弗朗什-孔泰大區索恩-卢瓦尔省，该省份为法国中部省份，北起顺时针与科多尔省、汝拉省、安省、罗讷省、卢瓦尔省、阿列省和涅夫勒省接壤。
与圣让古勒纳雄耐尔接壤的市镇（或旧市镇、城区）包括：屈勒莱罗什、格罗讷河畔萨维尼、比尔南、马莱、圣莫里斯德尚、塞尔西。

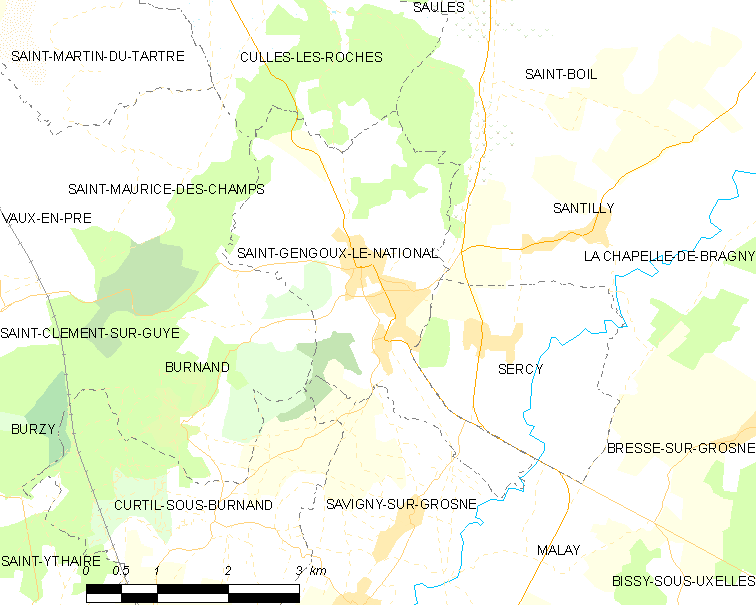
圣让古勒纳雄耐尔的OSM定位图

圣让古勒纳雄耐尔的时区为UTC+01:00、UTC+02:00（夏令时）。

## 行政
圣让古勒纳雄耐尔的邮政编码为71460，INSEE市镇编码为71417。

## 政治
圣让古勒纳雄耐尔所属的省级选区为克吕尼县。

## 人口

1962-2008年间圣让古勒纳雄耐尔人口变化图示

圣让古勒纳雄耐尔于2022年1月1日时的人口数量为1047人。